# Lijst van Nederlandse deelnemers aan de Olympische Zomerspelen van 1988
Dit is een lijst van Nederlandse deelnemers aan de Olympische Zomerspelen van 1988 in Seoel.
| Olympiër                            | Sport          | Onderdeel                                                                                                   | Ervaring  |
| ----------------------------------- | -------------- | --- | --------- |
| Willemien Aardenburg                | hockey         | damesteam                                                                                                   | debutant  |
| Mario van Baarle                    | wielrennen     | 4 km ploegenachtervolging                                                                                   | debutant  |
| Maarten den Bakker                  | wielrennen     | 100 km ploegentijdrit                                                                                       | debutant  |
| Robbert Bakker                      | roeien         | dubbelvier                                                                                                  | debutant  |
| Steven Bakker                       | zeilen         | Star klasse                                                                                                 | 2e Spelen |
| Tineke Bartels-de Vries             | paardensport   | dressuur individueel dressuur team                                                                          | 2e Spelen |
| Jack van Bekhoven                   | schieten       | luchtgeweer                                                                                                 | debutant  |
| Edwin Benne                         | volleybal      | herenteam                                                                                                   | debutant  |
| Carina Benninga                     | hockey         | damesteam                                                                                                   | 2e Spelen |
| Marc Benninga                       | hockey         | herenteam                                                                                                   | debutant  |
| Conny van Bentum                    | zwemmen        | 100 m vrije slag 100 m vlinderslag 200 m vlinderslag 4x100 m wisselslag 4x100 m vrije slag                  | 3e Spelen |
| Guno Berenstein                     | judo           | super lichtgewicht (tot 60 kg)                                                                              | debutant  |
| Paul Besselink                      | schermen       | degen heren team                                                                                            | debutant  |
| Marcel Beumer                       | wielrennen     | 4 km ploegenachtervolging                                                                                   | debutant  |
| Carla Beurskens                     | atletiek       | marathon | 2e Spelen |
| Det de Beus                         | hockey         | damesteam                                                                                                   | 2e Spelen |
| Cees van Bladel                     | zeilen         | Tornado klasse                                                                                              | debutant  |
| Willy van Bladel                    | zeilen         | Tornado klasse                                                                                              | 2e Spelen |
| Peter Blangé                        | volleybal      | team | debutant  |
| Marjolein Bolhuis-Eijsvogel         | hockey         | damesteam                                                                                                   | 2e Spelen |
| Ellen Bontje                        | paardensport   | dressuur individueel dressuur team                                                                          | debutant  |
| Ron Boudrie                         | volleybal      | team | debutant  |
| Floris Jan Bovelander               | hockey         | herenteam                                                                                                   | debutant  |
| Karin Brienesse                     | zwemmen        | 50 m vrije slag 100 m vrije slag 200 m vrije slag 4x100 m vrije slag estafette 4x100 m wisselslag estafette | debutant  |
| Jacques Brinkman                    | hockey         | herenteam                                                                                                   | debutant  |
| Marco Brouwers                      | volleybal      | team | debutant  |
| Erik de Bruin                       | atletiek       | discuswerpen                                                                                                | 2e Spelen |
| Teun Buijs                          | volleybal      | team | debutant  |
| Marion Bultman                      | zeilen         | 470 klasse                                                                                                  | debutant  |
| Yvonne Buter                        | hockey         | damesteam                                                                                                   | debutant  |
| Erik Cent                           | wielrennen     | 4 km individuele achtervolging 4 km ploegenachtervolging                                                    | debutant  |
| Jos Compaan                         | roeien         | dubbelvier                                                                                                  | 3e Spelen |
| Tom Cordes                          | wielrennen     | wegwedstrijd 100 km ploegentijdrit                                                                          | debutant  |
| Annemarie Cox                       | kanovaren      | K-2 500 m                                                                                                   | debutant  |
| Maurits Crucq                       | hockey         | herenteam                                                                                                   | debutant  |
| Ron Dekker                          | zwemmen        | 100 m schoolslag 200 m schoolslag 4x100 m vrije slag estafette 4x100 m wisselslag estafette                 | debutant  |
| Marc Delissen                       | hockey         | herenteam                                                                                                   | debutant  |
| Annemiek Derckx                     | kanovaren      | K-2 500 m                                                                                                   | 2e Spelen |
| Cees Jan Diepeveen                  | hockey         | herenteam                                                                                                   | 2e Spelen |
| Hennie Dompeling                    | schieten       | kleiduiven skeet                                                                                            | debutant  |
| Marieke van Doorn                   | hockey         | damesteam                                                                                                   | 2e Spelen |
| Yvonne van Dorp                     | atletiek       | 400 m | debutant  |
| Michiel Driessen                    | schermen       | degen heren individueel degen heren team                                                                    | debutant  |
| Mark Drontmann                      | zeilen         | 470 klasse                                                                                                  | debutant  |
| Robert Drontmann                    | zeilen         | 470 klasse                                                                                                  | debutant  |
| Frank Drost                         | zwemmen        | 100 m vlinderslag 200 m vlinderslag 4x100 m wisselslag estafette                                            | 2e Spelen |
| Rob Druppers                        | atletiek       | 800 m | debutant  |
| Patrick Dybiona                     | zwemmen        | 100 m vrije slag 200 m vrije slag 4x100 m vrije slag estafette 4x100 m wisselslag estafette                 | debutant  |
| Thierry Détant                      | wielrennen     | 1000 m tijdrit                                                                                              | debutant  |
| Herman van den Eerenbeemt           | roeien         | dubbelvier                                                                                                  | 2e Spelen |
| Rob Ehrens                          | paardensport   | springconcours individueel springconcours team                                                              | debutant  |
| Harriet van Ettekoven               | roeien         | skiff | 2e Spelen |
| Patrick Faber                       | hockey         | herenteam                                                                                                   | debutant  |
| Nelli Fiere-Cooman                  | atletiek       | 100 m 4x100 m estafette                                                                                     | debutant  |
| Ronald Florijn                      | roeien         | dubbeltwee                                                                                                  | debutant  |
| Annemieke Fokke                     | hockey         | damesteam                                                                                                   | debutant  |
| Stéphane Ganeff                     | schermen       | degen heren individueel degen heren team                                                                    | 3e spelen |
| Rob Grabert                         | volleybal      | team | debutant  |
| Anky van Grunsven                   | paardensport   | dressuur individueel dressuur team                                                                          | debutant  |
| Heleen Hage                         | wielrennen     | wegwedstrijd                                                                                                | debutant  |
| Rob Harmeling                       | wielrennen     | wegwedstrijd                                                                                                | debutant  |
| Roy Heiner                          | zeilen         | Finnjol klasse                                                                                              | debutant  |
| Robin van Helden                    | atletiek       | 800 m | debutant  |
| Tineke Hidding                      | atletiek       | zevenkamp                                                                                                   | 2e Spelen |
| Noor Holsboer                       | hockey         | damesteam                                                                                                   | debutant  |
| Taco van den Honert                 | hockey         | herenteam                                                                                                   | debutant  |
| Mirjam Hooman-Kloppenburg           | tafeltennis    | enkelspel dubbelspel                                                                                        | debutant  |
| Elly van Hulst                      | atletiek       | 1500 m 3000 m                                                                                               | 2e Spelen |
| Ronald Jansen                       | hockey         | herenteam                                                                                                   | debutant  |
| Daphne Jongejans                    | schoonspringen | 3-m plank                                                                                                   | 2e Spelen |
| Edwin Jongejans                     | schoonspringen | 3-m plank                                                                                                   | debutant  |
| Arwin Kardolus                      | schermen       | degen heren individueel degen heren team                                                                    | debutant  |
| Olaf Kardolus                       | schermen       | degen heren team                                                                                            | debutant  |
| Marti ten Kate                      | atletiek       | 10000 m marathon                                                                                            | debutant  |
| Hans Kelderman                      | roeien         | dubbelvier                                                                                                  | debutant  |
| René Klaassen                       | hockey         | herenteam                                                                                                   | 2e Spelen |
| Monique Knol                        | wielrennen     | wegwedstrijd                                                                                                | debutant  |
| Hans Koeleman                       | atletiek       | 3000 m steeple chase                                                                                        | 2e Spelen |
| Henry Koning                        | zeilen         | Flying Dutchman klasse                                                                                      | debutant  |
| Hendrik Jan Kooijman                | hockey         | herenteam                                                                                                   | debutant  |
| Hans Kroes                          | zwemmen        | 50 m vrije slag 100 m vrije slag 4x100 m vrije slag estafette 4x100 m wisselslag estafette                  | 2e Spelen |
| Hidde Kruize                        | hockey         | herenteam                                                                                                   | 2e Spelen |
| Han Kulker                          | atletiek       | 1500 m | debutant  |
| Jos Lansink                         | paardensport   | springconcours individueel springconcours team                                                              | debutant  |
| Pieter Jan Leeuwerink               | volleybal      | team | debutant  |
| Frank Leistra                       | hockey         | herenteam                                                                                                   | debutant  |
| Lisanne Lejeune                     | hockey         | damesteam                                                                                                   | debutant  |
| Helen Lejeune-van der Ben           | hockey         | damesteam                                                                                                   | debutant  |
| Johan Leutscher                     | roeien         | vier zonder stuurman                                                                                        | debutant  |
| Bean van Limbeek                    | schieten       | kleiduiven trap                                                                                             | debutant  |
| Aletta van Manen                    | hockey         | damesteam                                                                                                   | 2e Spelen |
| Theo Meijer                         | judo           | half zwaargewicht (tot 95 kg)                                                                               | debutant  |
| Emiel Mellaard                      | atletiek       | verspringen                                                                                                 | debutant  |
| Linda Moes                          | zwemmen        | 100 m schoolslag 200 m schoolslag 4x100 m wisselslag estafette                                              | debutant  |
| Marianne Muis                       | zwemmen        | 200 m wisselslag 400 m wisselslag 4x100 m vrije slag estafette                                              | debutant  |
| Mildred Muis                        | zwemmen        | 200 m wisselslag 400 m wisselslag 4x100 m vrije slag estafette                                              | debutant  |
| Jürgen Nelis                        | roeien         | dubbelvier                                                                                                  | debutant  |
| Anneloes Nieuwenhuizen              | hockey         | damesteam                                                                                                   | 2e Spelen |
| Gerard Nijboer                      | atletiek       | marathon | 3e Spelen |
| Martine Ohr                         | hockey         | damesteam                                                                                                   | 2e Spelen |
| Marjan Olyslager                    | atletiek       | 100 m horden 4x100 m estafette                                                                              | debutant  |
| Erik Parlevliet                     | hockey         | herenteam                                                                                                   | debutant  |
| Leo Peelen                          | wielrennen     | 4 km ploegenachtervolging puntenkoers                                                                       | debutant  |
| Marjan Pentenga                     | roeien         | dubbelvier                                                                                                  | debutant  |
| Diana van der Plaats                | zwemmen        | 50 m vrije slag 200 m vrije slag 4x100 m vrije slag estafette                                               | debutant  |
| Jan Posthuma                        | volleybal      | team | debutant  |
| Tiny Reniers                        | boogschieten   | individueel                                                                                                 | 3e Spelen |
| Nico Rienks                         | roeien         | dubbeltwee                                                                                                  | 2e Spelen |
| Jolanda de Rover                    | zwemmen        | 100 m rugslag 200 m rugslag 4x100 m wisselslag estafette                                                    | 3e Spelen |
| Jacqueline van Rozendaal-van Gerven | boogschieten   | individueel                                                                                                 | debutant  |
| Annemarie Sanders-Keijzer           | paardensport   | dressuur individueel dressuur team                                                                          | 2e Spelen |
| Wout Jan van der Schans             | paardensport   | springconcours individueel springconcours team                                                              | debutant  |
| Michiel Schapers                    | tennis         | enkelspel                                                                                                   | debutant  |
| Hans Schelling                      | zeilen         | Flying Dutchman klasse                                                                                      | debutant  |
| Gert Jan Schlatmann                 | hockey         | herenteam                                                                                                   | debutant  |
| Ralph Schwarz                       | roeien         | vier zonder stuurman                                                                                        | debutant  |
| Sven Schwarz                        | roeien         | vier zonder stuurman                                                                                        | debutant  |
| Avital Selinger                     | volleybal      | team | debutant  |
| Anita Smits                         | boogschieten   | individueel                                                                                                 | debutant  |
| Ben Spijkers                        | judo           | middengewicht (tot 86 kg)                                                                                   | 2e Spelen |
| Tim Steens                          | hockey         | herenteam                                                                                                   | 2e Spelen |
| Anne Grethe Stormorken              | schieten       | luchtgeweer                                                                                                 | debutant  |
| Eric Swinkels                       | schieten       | kleiduiven skeet                                                                                            | 4e Spelen |
| Martin Teffer                       | volleybal      | team | debutant  |
| Jan Tops                            | paardensport   | springconcours individueel springconcours team                                                              | debutant  |
| Gretha Tromp                        | atletiek       | 100 m horden 400 m horden 4x100 m estafette                                                                 | debutant  |
| Regilio Tuur                        | boksen         | vedergewicht (tot 57 kg)                                                                                    | debutant  |
| Els Vader                           | atletiek       | 100 m 4x100 m estafette                                                                                     | 3e Spelen |
| Kobus Vandenberg                    | zeilen         | Star klasse                                                                                                 | 2e Spelen |
| Arnold Vanderlijde                  | boksen         | zwaargewicht (tot 91 kg)                                                                                    | 2e Spelen |
| Henny Vegter                        | zeilen         | 470 klasse                                                                                                  | debutant  |
| Bart Verschoor                      | zeilen         | plankzeilen                                                                                                 | debutant  |
| Gerrit de Vries                     | wielrennen     | 100 km ploegentijdrit                                                                                       | debutant  |
| Tjark de Vries                      | roeien         | vier zonder stuurman                                                                                        | debutant  |
| Bettine Vriesekoop                  | tafeltennis    | enkelspel dubbelspel                                                                                        | debutant  |
| Sophie von Weiler                   | hockey         | damesteam                                                                                                   | 2e Spelen |
| Nicolette Wessel                    | roeien         | dubbelvier                                                                                                  | debutant  |
| Cora Westland                       | wielrennen     | wegwedstrijd                                                                                                | debutant  |
| Marjon Wijnsma                      | atletiek       | verspringen zevenkamp                                                                                       | 2e Spelen |
| Laurien Willemse                    | hockey         | damesteam                                                                                                   | 2e Spelen |
| Robert de Wit                       | atletiek       | tienkamp | debutant  |
| Ingrid Wolff                        | hockey         | damesteam                                                                                                   | debutant  |
| Michel Zanoli                       | wielrennen     | wegwedstrijd 100 km ploegentijdrit                                                                          | debutant  |
| Marijke Zeekant                     | roeien         | dubbelvier                                                                                                  | debutant  |
| Ronald Zoodsma                      | volleybal      | team | debutant  |
| Ron Zwerver                         | volleybal      | team | debutant  |
| Henk-Jan Zwolle                     | roeien         | skiff | debutant  |